# Minúsculo 2437
Minúsculo 2437 (Gregory-Aland), é um manuscrito minúsculo grego dos Evangelhos, datado pela paleografia para o século XI.
Actualmente acha-se no Fundação Biblioteca Nacional (I. 2) em Rio de Janeiro.

## Descoberta
Contém 220 fólios dos quatro Evangelhos (20 x 15 cm), com exceção de Mateus 1,1-17, e foi escrito em uma coluna por página, em 24 linhas por página.
O mais antigo manuscrito do Novo Testamento da América Latina.

## Texto
O texto grego desse códice é um representante do Texto-tipo Bizantino. Aland colocou-o na Categoria V.